# Oficina de los Shluchim
La Oficina de los Shluchim (en inglés: The Shluchim Office) es una organización judía basada en Nueva York afiliada con la dinastía jasídica Jabad-Lubavitch. La oficina fue fundada en 1986 a petición del séptimo rebe de Lubavitch, el Rabino Menachem Mendel Schneerson. La principal misión de la oficina es ofrecer su apoyo, servicios y asistencia a los emisarios de Jabad (los Schluchim).

## Programas
El Kinus para jóvenes emisarios, (en inglés estadounidense: Kinus for Young Shluchim), es una conferencia organizada por la Oficina de los Shluchim. La conferencia se celebró por vez primera en 1995. La conferencia tiene lugar dos veces al año. Se celebra una conferencia para los niños y otra para las niñas. Las fechas de celebración se corresponden con las conferencias que celebran los emisarios de Jabad adultos, una conferencia tiene lugar solamente para los varones, y otra se celebra únicamente para las esposas de los emisarios de Jabad.
La Escuela Internacional En línea Nigri para los Shluchim fue establecida por la Oficina de los Shluchim en 2002. La escuela está diseñada específicamente para los hijos de los emisarios de Jabad, que a menudo viven en ciudades y países donde no hay escuelas religiosas judías. La escuela tiene más de 500 estudiantes y 50 empleados.
El Banco Internacional de Filacterias Kushner, fue establecido por la Oficina de los Shluchim, para financiar los pares de filacterias, para cualquier judío comprometido en cumplir con el precepto de utilizar las Tefilin regularmente.